# José Barrita
José Barrita (* vermutlich 1952 in Italien; † Februar 2001 in Ramos Mejía, Argentinien), auch bekannt als El Abuelo (sinngemäß in etwa Der Alte oder Der Großvater), war ein langjähriger Anführer von La 12, der bekanntesten Barra-Brava-Organisation im Umfeld des argentinischen Topvereins Boca Juniors.

## Leben

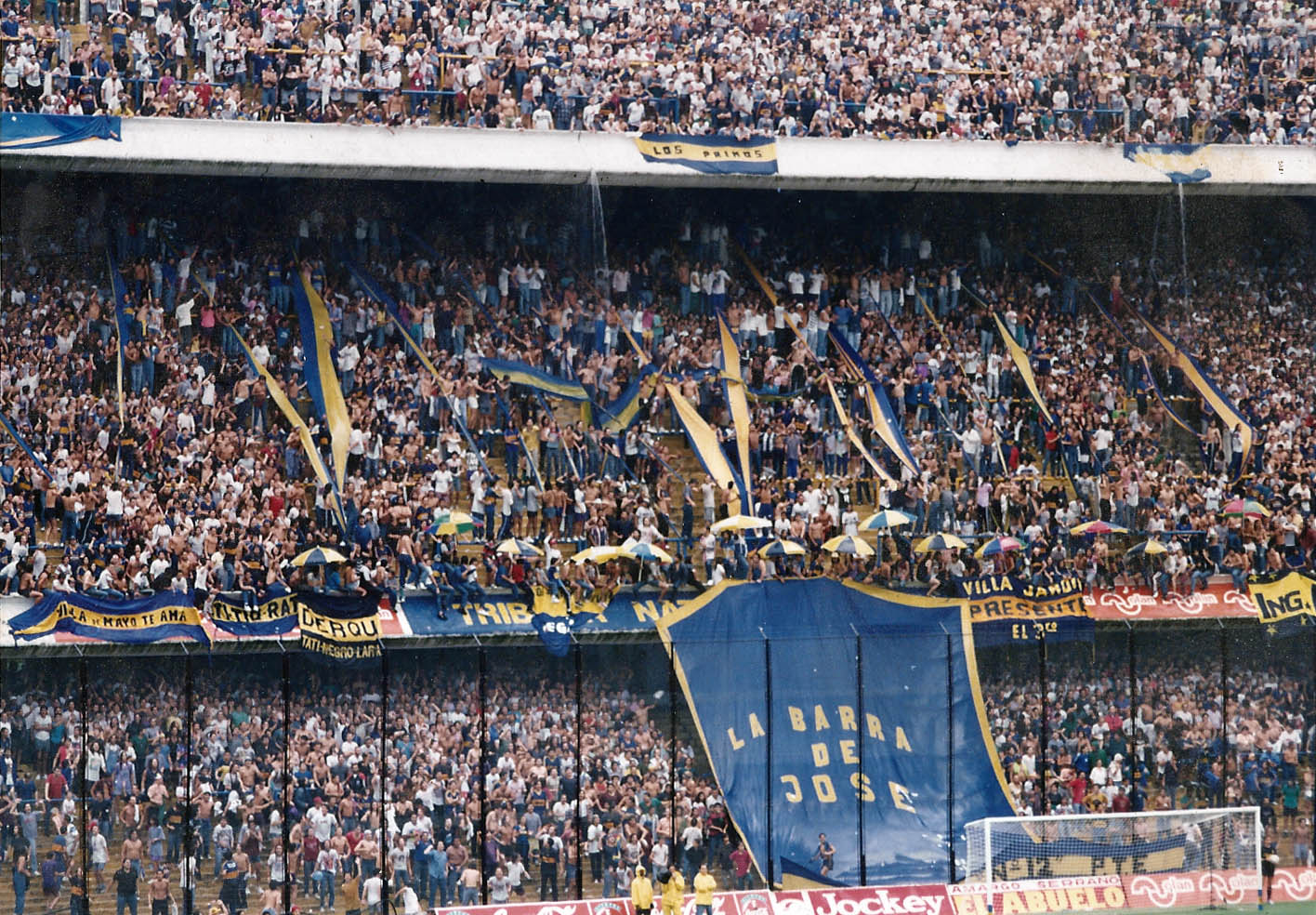
Mit dem Transparent „La barra de José“ erinnert La 12 an den verstorbenen Barrita.

Barrita kam als kleines Kind nach La Boca, wo er aufwuchs. Wie die meisten Kinder im Hafenviertel von Buenos Aires war auch Barrita ein leidenschaftlicher Anhänger des hiesigen Fußballvereins Boca Juniors. Er wurde Mitglied der berüchtigten Fangruppe La 12, die zu jener Zeit von Quique „El Carnicero“ geleitet wurde.
Im Sommer 1981 übernahm Barrita die Gruppe auf seine Weise. Er richtete seinen Revolver auf Quique und gab ihm unmissverständlich zu verstehen, dass von nun an er das Sagen hatte. Seit diesem Zeitpunkt hat man nie wieder etwas von Quique gehört.
Während der ersten Jahre seiner Regentschaft war La 12 in zahlreiche gewalttätige Auseinandersetzungen mit gegnerischen Fans verwickelt, die häufig mit Waffen ausgetragen wurden. Berichten zufolge gab es bei diesen Gewalttätigkeiten fünf Tote und Hunderte Verletzte. Im Laufe der Jahre wurden die Brüder Rafael und Fernando di Zeo zu seinen engsten Vertrauten. Sie brachten ihn auf den Gedanken, aus La 12 mehr als nur einen gewöhnlichen Fanclub zu machen. In der Folge wurde La 12 zu einem gewinnträchtigen Unternehmen, das durch diverse und nicht immer ganz legale Transaktionen bereits im ersten Jahr seiner erweiterten Tätigkeiten einen Jahresumsatz von rund drei Millionen US-Dollar machte.
Das Ende seiner Regentschaft begann im April 1994 und es ist bis heute ungeklärt, ob und auf welche Weise Barrita an den folgenden Vorkommnissen beteiligt war. Nach einem Derby gegen den Erzrivalen River Plate griffen Mitglieder von La 12 einen Kleinbus an, der mit gegnerischen Fans besetzt war. Zwei River-Fans kamen bei dieser Aktion ums Leben und sechs Bandenmitglieder von La 12 wurden anschließend zu langjährigen Haftstrafen verurteilt; darunter auch „El Abuelo“, der bei der Aktion selbst nicht zugegen war, aber als Boss von La 12 ebenfalls zur Rechenschaft gezogen wurde. Nach seiner Inhaftierung übernahmen die Brüder Di Zeo das Kommando über La 12.
Barrita wurde am 17. Dezember 1998 vorzeitig aus der Haft entlassen. Jedoch scheiterte sein Vorhaben, La 12 wieder zu übernehmen. Die Brüder Di Zeo saßen mittlerweile zu fest im Sattel und erreichten durch ihre Entschlossenheit, dass „El Abuelo“ sich vollständig aus dem Umfeld von La 12 zurückzog.
Im Februar 2001 verstarb Barrita im Krankenhaus San Juan de Dios von Ramos Mejía an den Folgen einer Lungenentzündung, die ihn in den letzten zwei Monaten seines Lebens begleitet hatte.